# Hydaticus leander
Hydaticus leander là một loài bọ cánh cứng trong họ Bọ nước. Loài này được Rossi miêu tả khoa học năm 1790.

## Hình ảnh

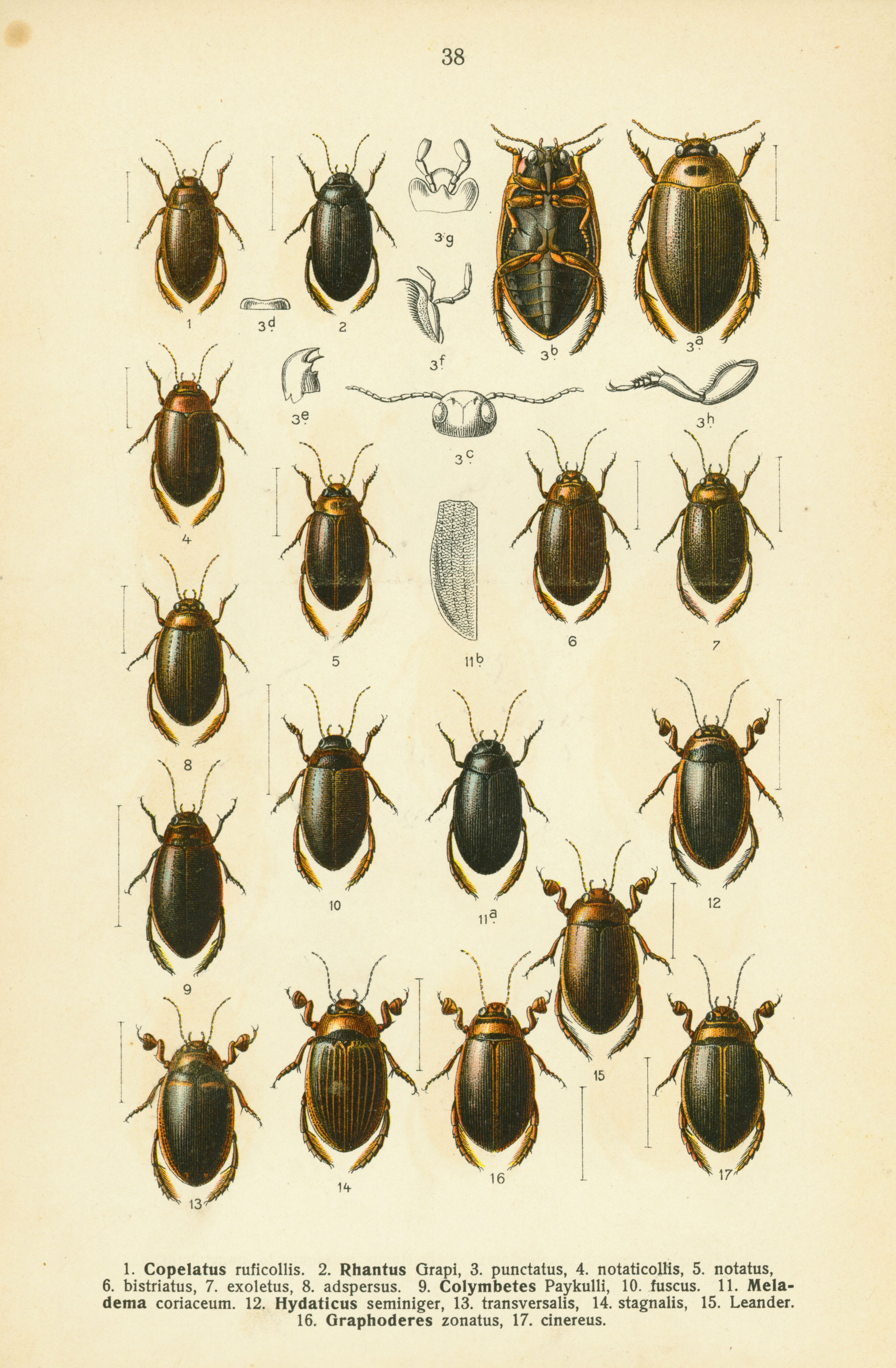